# Ken Russell (Radsportler)
Ken Russell (* 13. November 1929 in Bradford; † 17. September 2017 ebenda) war ein britischer Radrennfahrer und nationaler Meister im Radsport.

## Sportliche Laufbahn
Als Junior gewann er 1947 die Meisterschaft im Bergzeitfahren und fuhr dabei eine schnellere Zeit als die Amateure. 1948 siegte er in der Tour of the Cotswolds, 1951 im Etappenrennen Nottingham–Sheffield.
Russell siegte 1952 in der Tour of Britain vor Les Scales, die damals unter dem Namen Daily Express Tour of Britain gefahren wurde. Dabei gewann er drei Etappen. 1951 hatte er bereits eine Etappe gewonnen.
Er war in einer Vielzahl von britischen Eintagesrennen, Kriterien und kleineren Etappenrennen erfolgreich. Dabei ragten die Siege in der Tour of the Peak 1949, den East Midlands C.C. Two Day, Manchester–Llandudno 1950 heraus. 1950 bestritt Russell die Internationale Friedensfahrt und schied im Rennen aus.
Am Ende seiner Karriere wurde er 8. der Tour of Britain 1955 und hatte insgesamt mehr als 50 Siege errungen. Danach beendete er seine Laufbahn.